# Корпус келий наместника, казначея, ризничего и эконома
Корпус келий наместника, казначея, ризничего и эконома Юрьева монастыря — памятник архитектуры. Расположен в Великом Новгороде, современный адрес дома — Юрьевское шоссе, 10, строение 4.
Основной объём кирпичного на известковом растворе здания на 15 осей был построен с использованием оградной стены в 1763—1768 годах. В 1838—1841 годах к нему сделали пристройку, соединившую старый корпус с колокольней, возведённой в те же годы.
Здание расположено на склоне холма, оно двухэтажное в восточной части и одноэтажное в западной. Пилястры делят южный фасад на пять прясел, между этажами на уровне перекрытия идёт тяга. У окон лучковые завершения и барочные наличники как у Крестовоздвиженского собора. Карниз украшен фризом из арок с тремя лопастями.
У второго этажа перекрытие плоское, у первого — коробовые своды, коридорная планировка здания сложилась при перестройке 1824—1833 годов (до этого она была анфиладной, а у первого этажа было плоское бревенчатое перекрытие); тогда же была заложена часть окон, третье от собора окно было превращено во вход, срубили часть пилястр и межэтажную тягу, наличники.
Кровля, стропильная конструкция крыши западной части были утрачены во время Великой Отечественной войны, пострадала штукатурка и кладка. Первые исследования здания и противоаварийные работы были проведены в 1957—1958 годах под руководством Л. М. Шуляк, в 1960 году состоялся ремонт с приспособлением под жильё. С 1979 года исследования и реставрация повторились с участием Г. М. Штендера и Л. Ш. Яковлевой, при этом северный фасад был оставлен в формах XIX века, а южный отреставрирован в основном на состояние XVIII века.